# Regulshausen
Regulshausen ist ein Stadtteil der Stadt Idar-Oberstein im Landkreis Birkenfeld in Rheinland-Pfalz.

## Geographie und Verkehrsanbindung
Der Ortsteil liegt nördlich der Kernstadt von Idar-Oberstein im Hunsrück am Rande des Gewerbe- und Schulzentrums „Vollmersbachtal“. Der Ort ist über die Kreisstraße 35 erreichbar und verfügt über eines der größten Neubaugebiete der Stadt. Am Rande von Regulshausen liegt das Reitzentrum Abtei. In der Straße „Auf der Horst“ liegt ein Fußballplatz. Die Verkehrsgesellschaft Idar-Oberstein fährt den Stadtteil mit der Linie 307 an, die den Ort mit dem Gewerbegebiet „Vollmersbachtal“ verbindet. Der Friedhof Regulshausen liegt an der Haltestelle „Auf dem obersten Sand“.

## Geschichte
Im Rahmen der rheinland-pfälzischen Funktional- und Gebietsreform wurde Regulshausen zusammen mit drei weiteren Gemeinden am 7. Juni 1969 in die Stadt Idar-Oberstein eingemeindet.

## Vereine
- Reitverein 1954 Idar-Oberstein e.V.
- Sportverein 1958 Regulshausen e.V.
- Verschönerungsverein Regulshausen e.V.